# روبرت دینست
روبرت دینست (انگلیسی: Robert Dienst; ۱ مارس ۱۹۲۸ – ۱۳ ژوئن ۲۰۰۰) بازیکن و مربی فوتبال اهل اتریش بود.
از باشگاه‌هایی که در آن بازی کرده‌است می‌توان به باشگاه فوتبال راپید وین اشاره کرد.
وی همچنین در تیم ملی فوتبال اتریش بازی کرده‌است.